# Olga Danilović
Olga Danilović (serbisk: Олга Даниловић, født 23. januar 2001 i Beograd, Jugoslavien) er en serbisk tennisspiller.